# Burg Akita
Die Burg Akita (jap. 秋田城, Akita-jō) war eine befestigte Stellung der Nara-Periode in der heutigen Präfektur Akita, Japan. Manchmal wird auch von Fort Akita gesprochen, teilweise wird der Name auch synonym für die Burg Kubota verwendet, die jedoch ein anderes Bauwerk in Akita bezeichnet.

## Geschichte
Während der Asuka-Periode eroberte Abe no Hirafu den einheimischen Emishi-Stamm im Jahr 658 in der Region, in der heute die Städte Akita und Noshiro liegen. Dort errichtete er ein Fort am Fluss Mogami. Im Jahr 708 wurde aus der nördlichen Hälfte der Provinz Echigo das Land Dewa gegründet und 712 ebenfalls in den Provinzstatus erhoben. Jedoch war zu dieser Zeit die Region noch außerhalb effektiver Kontrolle durch die Yamato-Dynastie in Nara. Daher wurden eine Reihe an militärischen Expeditionen ausgesandt, um mit bewaffneten Kolonisten Siedlungen mit hölzernen Palisaden im Gebiet von Dewa zu errichten, welches heute die Shōnai-Gegend der Präfektur Yamagata darstellt. Im Jahr 733 wurde das Fort am Mogami-Fluss nach Norden versetzt und eine neue militärische Struktur, später als „Burg Akita“ bezeichnet, auf dem Ort, an dem heute die Takashimizu-Gegend von Akita liegt, erbaut. Abe no Yakamaro wurde als Shogun entsandt und die Burg Akita wurde zur Operationsbasis, um die Region zu kolonisieren und die Emishi zu unterwerfen.
737 wurden in einer großen militärischen Aktion die Burg Akita und die Burg Taga an der Pazifikküste durch eine Straße verknüpft. Im Laufe der kommenden 50 Jahre wurden zusätzliche Befestigungen in Okachi in der Dewa-Provinz und in Monofu in der Provinz Mutsu unter Zuhilfenahme von 5000 Mann errichtet. Diese Straße wurde von den Emishi als Affront aufgefasst und nach einem Aufstand 767 wurden insgesamt 5 Befriedungsoperationen in den Jahren 776 bis 811 durchgeführt.
Die Burg wurde in einem Erdbeben im Jahr 830 schwer beschädigt. 878 fand eine große Rebellion, die Ganki-Unruhen, statt, die sich gegen die Yamato-Herrschaft richtete und in der Zerstörung großer Teile der Burg endete. In einem weiteren Aufstand im Jahr 939, den Tenki-Unruhen, fanden ebenfalls Zerstörungen statt, jedoch wurden nach jedem Angriff die Schäden repariert und die Burg Akita verblieb bis in die Heian-Periode in aktiver Benutzung.
Vom 9. bis 11. Jahrhundert war die Burg die Residenz des Dewa no suke, des Vizegouverneurs der Provinz Dewa. Später wurde dieser Posten zu Akita no suke umbenannt. Während des Zenkunen-Krieges um 1050 wurde die Burg schließlich verlassen.

## Heute
Burg Akita war von Erdwällen umgeben und besaß Tore an den Hauptpunkten. Archäologische Ausgrabungen fanden sowohl Fundamente von Militärbaracken als auch staatliche Gebäude der Regierung der Dewa-Provinz. Ebenfalls wurde Dachziegel aus Keramiken, hölzerne Zählbretter und Dokumente auf Lackpapier entdeckt.
1939 wurde die Fundstelle zur historischen Stätte Japans erklärt. Die Ausgrabungen weisen darauf hin, dass die Befestigung etwa 94 Meter in Ost-West-Richtung und 77 Meter Nord-Süd maß. Seither wurden viele Strukturen der Burg rekonstruiert und an ihre ursprüngliche Stelle platziert.